# Photine la Samaritaine
Sainte Photine la Samaritaine est une martyre du Ier siècle que la tradition de l'Église orthodoxe identifie avec la femme que rencontre Jésus-Christ au puits de Jacob dans l'épisode de Jésus et la Samaritaine (Jean, 
Elle est commémorée deux fois, le 26 février et le dimanche de la Samaritaine, le 5e dimanche après Pâques (J + 35). On l'appelle Photina en Orient, Photine en Occident, Svetlana dans les rites slaves.
Le nom de Photine signifie en grec « lumineuse » ; Phota « feux » ; Photide « fille du feu » ; Parascève « préparation (du Sabbat, c’est-à-dire vendredi) » ; Cyriaquie « seigneuriale ».
Photine a reconnu Jésus comme étant le Messie, avec ses quatre sœurs, Phota, Photide, Parascève et Cyriaquie, et ses deux fils José et Victor. Certains documents indiquent qu'elle serait venue annoncer le message évangélique à Carthage. Ce serait là qu'elle aurait, avec les siens, vécu son martyre en subissant toutes sortes de tortures particulièrement cruelles : on leur aurait ôté la vue avant de les écorcher vifs. Les martyrs auraient converti deux de leurs bourreaux, le duc Sébastien et l'officier Anatole : ils sont aussitôt devenus martyrs avec Photine et ses compagnons.
À Paris, une chapelle construite à côté d'un puits était autrefois dédiée à la Samaritaine. Elle était située sur la rive droite de la Seine, tout près du pont Neuf. Elle est détruite depuis longtemps mais encore aujourd'hui un grand magasin, La Samaritaine, situé à proximité, en a gardé le nom.

## Galerie

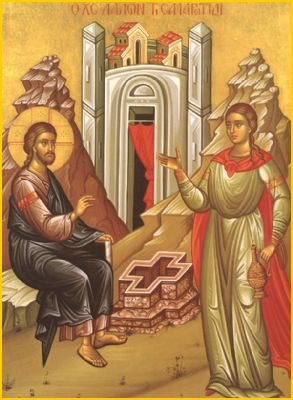
Photine et Jésus au puits, d'après une icône orthodoxe.
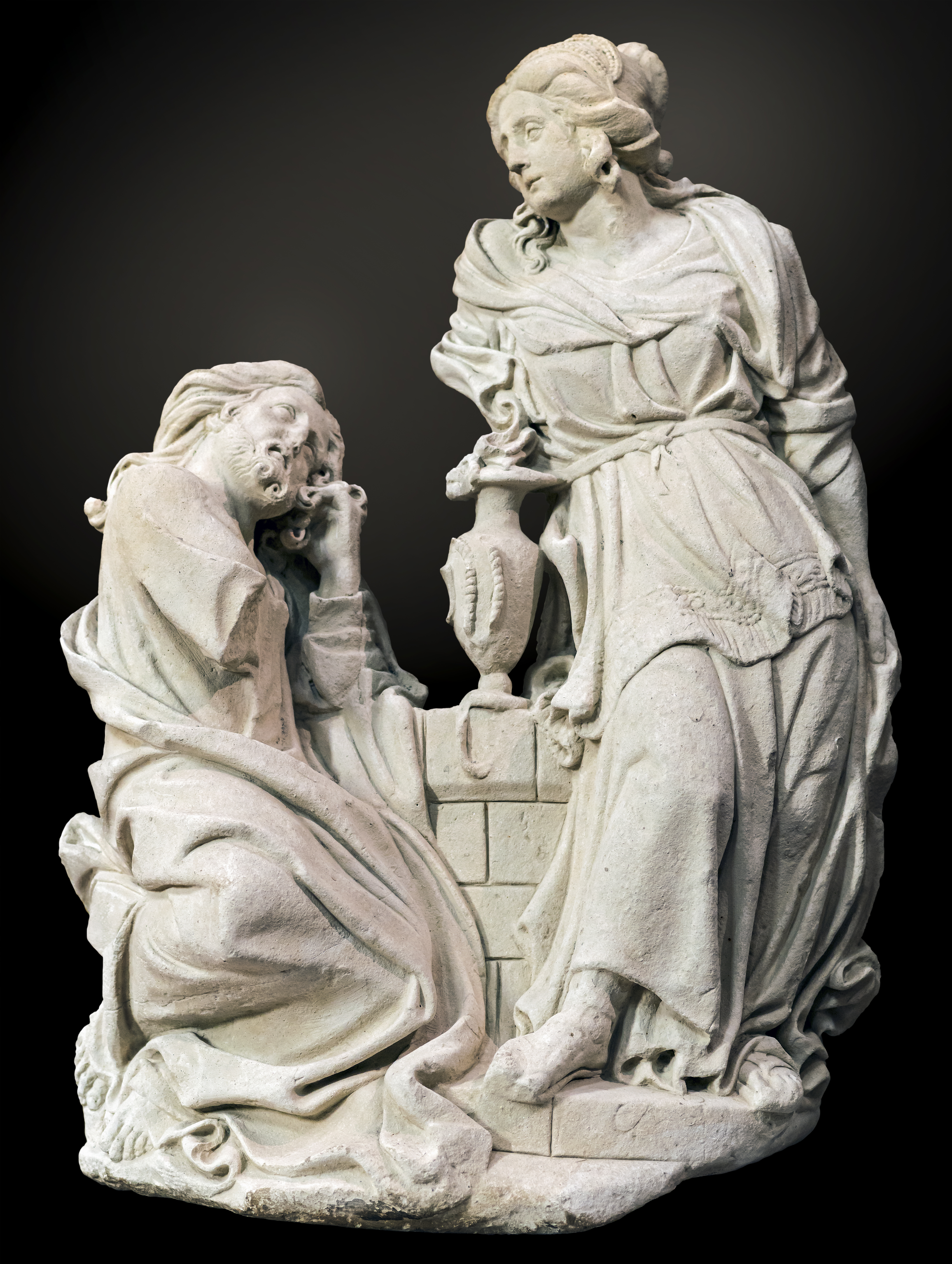
Photine la Samaritaine, musée des Augustins de Toulouse.
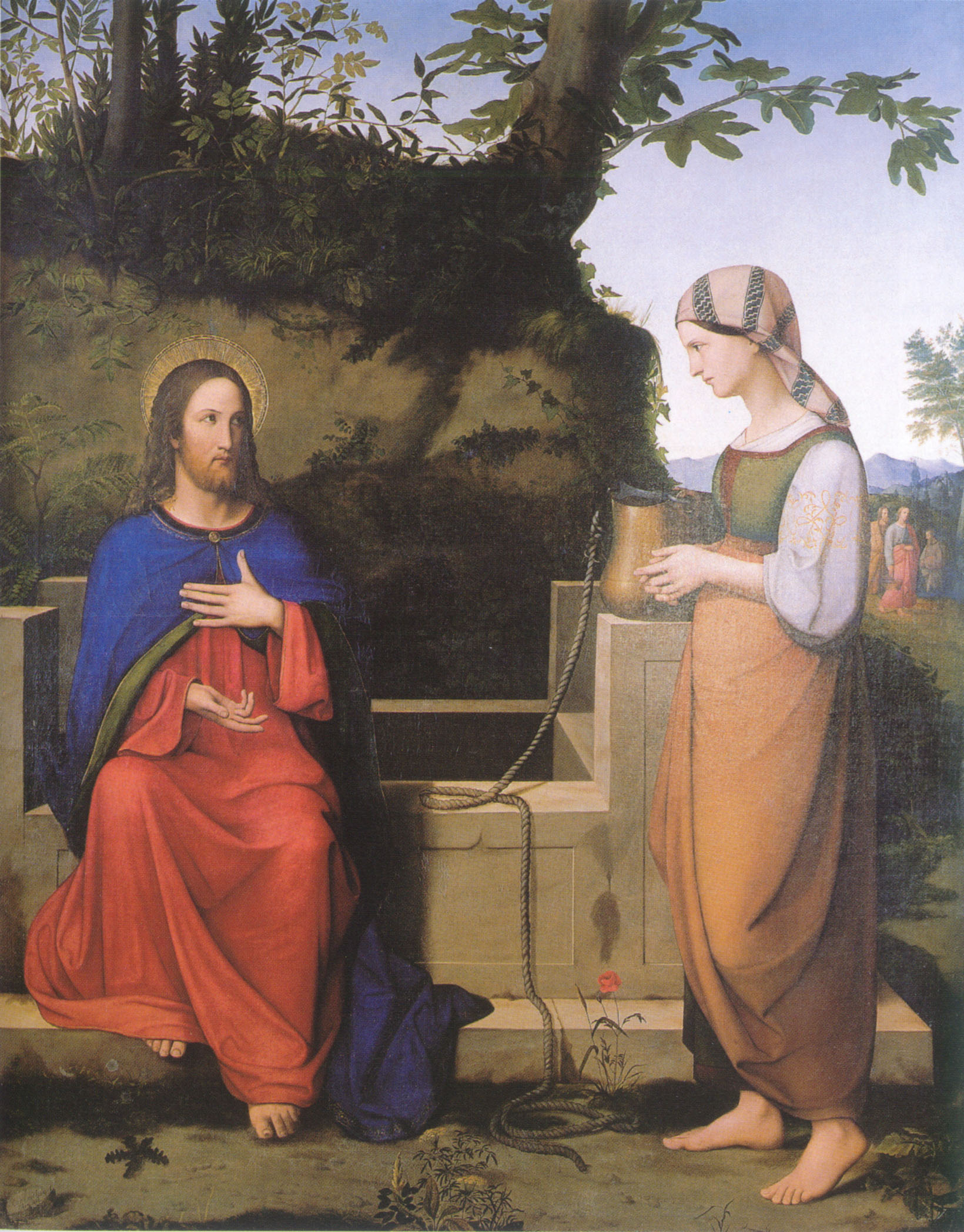
Le Christ et la Samaritaine au puits, Josef von Hempel du mouvement nazaréen (1823), collection privée.